# 佐竹明
佐竹 明（さたけ あきら、1929年1月1日 - 2024年10月21日）は、日本の聖書学者、広島大学名誉教授。

## 来歴
東京府（現東京都新宿区）出身。
1953年東京大学教養学部教養学科卒、1955年同大学院人文科学研究科西洋古典学専攻修士課程修了、1956年から1959年まで西ドイツ・ハイデルベルク大学、スイス・チューリヒ大学神学部に留学。1959年から1962年までハイデルベルク大学付牧師。1963年ハイデルベルク大学神学博士。1963年から1976年まで青山学院大学文学部神学科助教授、教授。1977年から1990年まで広島大学総合科学部教授。1990年から2004年までフェリス女学院大学教授。1996年から2004年まで同大学学長。
2011年日本学士院賞・恩賜賞受賞。
2024年10月21日、肺炎のため死去。95歳没。

## 著書
- 『ピリピ人への手紙』（新教出版社、現代新約注解全書) 1969年7月、のち再版 2008年1月
- 『喜びに生きる ピリピ人への手紙による説教』（新教出版社） 1976年
- 『新約聖書の諸問題』（新教出版社、現代神学双書） 1977年3月
- 『使徒パウロ 伝道にかけた生涯』（日本放送出版協会、NHKブックス） 1981年12月
- 『黙示録の世界 佐竹明聖書講義』（新地書房） 1987年5月

## 翻訳
- 『原始キリスト教と礼拝』（オスカー・クルマン、由木康共訳、新教出版社、聖書学叢書） 1957年
- 『新約聖書における教会像』（E・シュヴァイツァー、新教出版社 1968年
- 『パウロ その生涯と使信』（ボルンカム、新教出版社 1970年
- 『新約聖書』（ギュンター・ボルンカム、新教出版社、現代神学の焦点） 1972年
- 『ガラテア人への手紙』（新教出版社、現代新約注解全書） 1974年
- 『ヨハネの黙示録』（新教出版社、現代新約注解全書） 1978年 - 1989年
- 『マタイによる福音書』（E・シュヴァイツァー、翻訳・註解、NTD新約聖書註解刊行会） 1978年1月
- 『神の支配とこの世の権力の思想史 - 聖書・アウグスティヌス・中世・ルター』（ウルリッヒ・ドゥフロウ共訳、新地書房） 1980年11月
- 『パウロ神学の核心』（E・ケーゼマン、梅本直人共訳、ヨルダン社） 1980年11月
- 『新約聖書における教会像』（E・シュヴァイツァー、新教出版社、現代神学双書） 1984年